# Luigi Casero
Luigi Casero (Legnano, 14 giugno 1958) è un politico italiano.

## Biografia
Nato a Legnano, in provincia di Milano, ha prestato il servizio militare nell’Aeronautica Italiana a Macerata e Torino, e dopo la laurea in Economia e Commercio all'Università commerciale Luigi Bocconi, diventa un commercialista che insegna alla scuola di Direzione Aziendale dell’Università Bocconi di Milano.
Dopo che in gioventù fece militanza nel Partito Repubblicano Italiano, con cui è stato assessore allo sport e all’ambiente prima e alle finanze ed alle aziende municipalizzate poi del comune di nascita dal 1985 al 1991, alla discesa in campo nella politica di Silvio Berlusconi, aderisce a Forza Italia nel 1994, con cui nel 1997 entra a far parte della giunta comunale di Milano, come assessore al Bilancio, guidata da Gabriele Albertini.

### Elezione a deputato
Alle elezioni politiche del 2001 viene candidato nel collegio maggioritario  di Legnano alla Camera dei deputati, sostenuto dalla coalizione di centro-destra Casa delle Libertà in rappresentanza forzista, dove viene eletto per la prima volta deputato con il 54,7% dei voti contro i candidati de L'Ulivo Giuseppe Lionetti (38,14%), della Lista Di Pietro Vincenzo Calbi (5,59%) e lista "Popolare Alto Milanese" Emilio Ardo (1,57%).
È stato riconfermato deputato alle politiche del 2006 nella circoscrizione Lombardia 1 con Forza Italia, e quelle del 2008 nella medesima circoscrizione tra le liste del Popolo della Libertà (PdL).
Il 12 maggio 2008 è stata nominato dal Consiglio dei Ministri sottosegretario di Stato al Ministero dell'economia e delle finanze nel quarto governo Berlusconi.
A maggio 2011 il sindaco di Milano Letizia Moratti, durante la campagna elettorale per farsi rieleggere alle elezioni amministrative di quell'anno, afferma che in caso di riconferma Casero sarebbe stato assessore al Bilancio del Comune di Milano nella sua seconda giunta. Tuttavia le elezioni amministrative sono vinte dal candidato di centro-sinistra Giuliano Pisapia.
Alle elezioni politiche del 24-25 febbraio 2013 viene ricandidato per la quarta volta a Montecitorio, con il PdL nella medesima circoscrizione in seconda posizione, dove risulta rieletto.

### Viceministro dell'economia e delle finanze
In seguito alla nascita del governo di larghe intese guidato da Enrico Letta tra PdL, Partito Democratico (PD), Unione di Centro e Scelta Civica, il 3 maggio 2013 entra a far parte del governo Letta, venendo nominato il 2 maggio dal Consiglio dei Ministri (CdM) viceministro dell'economia e delle finanze, affiancando il ministro Fabrizio Saccomanni.
Il 16 novembre 2013, contestualmente alla sospensione delle attività del Popolo della Libertà, aderisce al Nuovo Centrodestra (NCD) guidato da Angelino Alfano.
Con la caduta e fine del governo Letta per volere del neo-segretario del PD Matteo Renzi per diventare Presidente del Consiglio, e alla nascita del suo governo, il 28 febbraio 2014 viene confermato viceministro dell'economia e delle finanze dal CdM, affiancando il neo-ministro Pier Carlo Padoan.
Con la nascita del governo presieduto da Paolo Gentiloni, il successivo 29 dicembre 2016 viene ancora confermato nel ruolo di viceministro al MEF.
Nel 2017, con lo scioglimento di NCD e la fondazione del suo successore Alternativa Popolare (AP) con le stesse ideologie da parte di Angelino Alfano, aderisce ad AP.